# Clematis nothae
Clematis nothae är en ranunkelväxtart som beskrevs av Wilhelm Sulpiz Kurz. Clematis nothae ingår i släktet klematisar, och familjen ranunkelväxter. Inga underarter finns listade i Catalogue of Life.